# Musée Fournier des cartes à jouer
 (août 2017).
Si vous disposez d'ouvrages ou d'articles de référence ou si vous connaissez des sites web de qualité traitant du thème abordé ici, merci de compléter l'article en donnant les références utiles à sa vérifiabilité et en les liant à la section « Notes et références ».
Pour les articles homonymes, voir Fournier.
Le musée Fournier des cartes à jouer, situé à Vitoria-Gasteiz, est consacré à la conservation, à l'évaluation, à l'étude et à l'exposition de cartes à jouer, du monde entier et de tous les temps, pour l'intérêt du public, des chercheurs, des étudiants et des collectionneurs.
Le musée a été fondé par Félix Alfaro Fournier et est situé dans le Palais de Bendaña dans le quartier médiéval (Alde Zaharra), à Vitoria-Gasteiz. Sa collection montre l'évolution de la fabrication et la thématique des cartes qui se jouent dans différents pays (bien que prédominent les cartes espagnoles). Le musée a des cartes du XVe siècle, sur l'histoire, l'art, la mythologie, la voyance, la musique, l'érotisme et la tauromachie.
Il s'est constitué à partir d'une collection privée commencée en 1916 par Félix Alfaro Fournier, le petit-fils d’Heraclio Fournier, fondateur d'une fabrique de cartes à jouer,. Le gouvernement de la province d'Álava a fait l'acquisition de la collection en 1984 et l'a déclarée bien d'intérêt culturel (Bien de Interés Cultural)[réf. nécessaire]. En 1994, il a déménagé à son emplacement actuel dans le Palais de Bendaña où il cohabite avec le Musée d'Archéologie d'Álava, avec lequel il fusionne en mars 2009 sous le nom de BiBat.

## Histoire
En 1870,  Heraclio Fournier González a déplacé son activité de fabrication de cartes de Burgos à Vitoria-Gasteiz. Durant l'année 1916, son petit-fils Félix Alfaro Fournier devient directeur de l'entreprise. Inspiré par le Musée de cartes de Bielefeld, en Allemagne, Félix Alfaro Fournier a commencé sa propre collection qui, avec le temps constituera l'origine de l'actuel Musée Fournier d'Alava avec deux jeux espagnols fabriqués l'un à Madrid par Josef de Monjardín en 1815, et l'autre par J.J. Maciá à Barcelone en 1830.
La collection s'est étendue par ses acquisitions lors de voyages en Espagne et à l'étranger et au moyen de donations de particuliers, y compris des collectionneurs et d'autres fabricants de cartes de nombreux pays et collègues de Félix Alfaro. Avec l'acquisition de la collection de la fabrique de cartes Thomas De La Rue la collection atteint une importance mondiale. À celles-ci on ajoute les jeux trouvés dans les magasins des entreprises de cartes à jouer qui, dans la décennie 1930-1940, sont acquis par l'entreprise vitoriane. L'augmentation du fonds rendit nécessaire le transfert dans un lieu plus grand. En 1994, la collection est installée au Palais Bendaña
En 1984 la collection, qui était composée de plus de trois mille jeux de cartes, est acquise par la Députation forale d'Alava qui fonde le musée et étend la collection avec de nouvelles acquisitions et donations pour atteindre plus de 20 000 exemplaires en 2009.

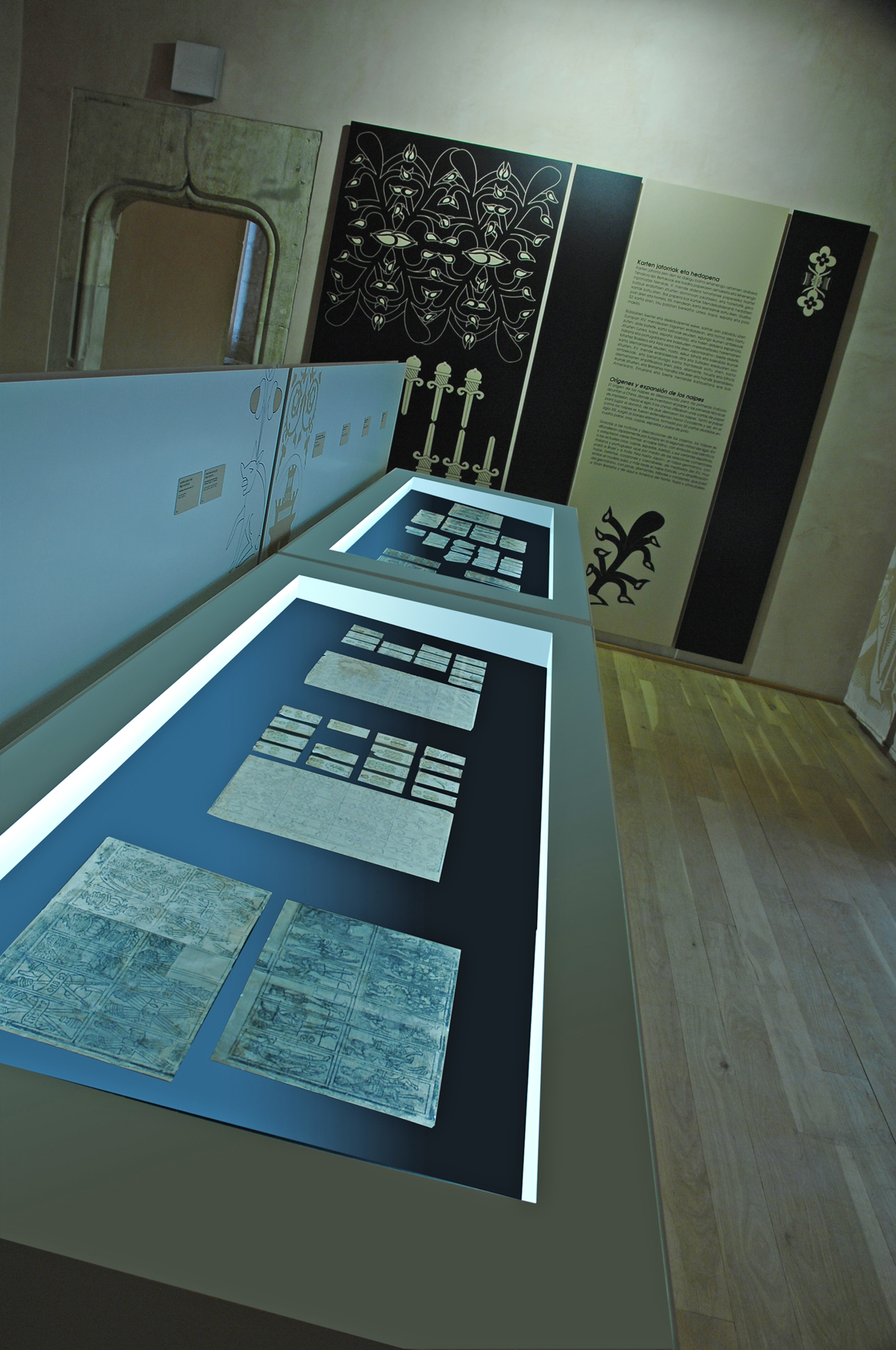
Salle d'exposition

## Bâtiment
Depuis le 22 septembre 1994 le musée est situé dans le Palais de Bendaña, une bâtisse médiévale. Le bâtiment a été érigé durant l'année 1525 par Don Juan López de Arrieta, sur un terrain occupé auparavant par une tour de défense érigée par les Maestu, dont on conserve encore des restes. La façade garde l'aspect d'une maison médiévale fortifiée malgré l'introduction d'éléments décoratifs du gothique tardif, comme l'arche de la porte de la façade principale sur la rue Cuchilleria ou la voûte octogonale étoilé au-dessus des escaliers intérieurs. Le bâtiment est formé par un corps principal de trois étages et d'un autre de deux, et un cloître décoré avec des éléments de style renaissance. L'organisation et les formes décoratives renaissantes se trouvent principalement dans cette cour, qui est un exemple typique des palais d'habitation de l'époque, avec trois étages de colonnades ouvertes voûtées.
La restauration du bâtiment a été exclusivement destinée à loger les fonds du Musée Fournier de cartes d'Alava. Pour cela on a établi une circulation annulaire dans les étages destinés aux expositions, consacrant ainsi d'autres espaces à la direction, ensembles de fonds (sur lesquels sont dessinés les décors des cartes), salles de recherche, bibliothèque mise à jour, espaces de travail, salle de conférences et audio-visuelles, etc.

Salle d'exposition

## Fonds du musée
L'exposition permanente du musée est un petit échantillon du fonds de plus de 20 000 jeux de cartes issus des cinq continents. Outre l'aspect historique, le musée offre aussi un parcours thématique montrant le développement de cartes à jouer du XVe siècle à nos jours. En plus des paquets de cartes, le centre présente également les différentes machines et autres objets utilisés pour la fabrication de cartes à jouer tout au long de l'histoire.
Les cartes les plus importantes incluent un pli imprimé dans le Haut-Rhin vers 1460 avec trois cavaliers qui emmènent un sanglier, un lion et un chien, représentant trois Enseigne (carte à jouer) couleurs du jeu. Six cartes de tarot de type milanais, copies des célèbres tarots Visconti-Sforza, mais d'âge incertain, peintes à la main sur parchemin, avec un Empereur et une papesse. Un jeu de cartes brodé en soie en provenance de France, un autre péruvien en argent, et plusieurs cartes à jouer italiennes avec des liserés d'or, ainsi que le premier jeu de cartes, catalan. En outre on peut observer des jeux gothiques, renaissance, baroques, néoclassiques et contemporains, de diverses formes, rectangulaires, mais aussi carrées et rondes. Parmi les cartes satiriques il faut souligner les cartes politiques du XIXe siècle qui montrent des personnages politiciens comme Antonio Cánovas del Castillo et Práxedes Mateo Sagasta avec Joan Prim monté sur un lion famélique ou avec un Roi d'Or qui n'est autre que le Duc de Monpensier.
La collection de cartes à jouer est complétée d'une rétrospective de l'histoire des arts graphiques, à travers l'évolution du processus de fabrication d'enseignes, montrant les processus d'impression employés dans la fabrication des jeux de cartes, manuels jusqu'à la fin du XVe siècle et industriels à partir de cette date, avec l'utilisation de plaques xylographiques, jusqu'aux dernières nouveautés de la presse actuelle.
On montre séparément de nouvelles acquisitions ou legs, la rotation d'une sélection de fonds (de couleurs pour les enseignes) normalement non exposés. Une bibliothèque avec une sélection de livres en relation sur l'histoire des jeux orientée vers les chercheurs et collectionneurs.

## Exposition en France
Du 9 février au 31 mars 2019, une partie de la collection du Musée Fournier est exposée au Musée du Papier d'Angoulême en partenariat avec le Comité des jumelages Angoulême-Villes étrangères.

### Sources
- (es) Cet article est partiellement ou en totalité issu de l’article de Wikipédia en espagnol intitulé « Museo Fournier de Naipes » (voir la liste des auteurs).